# Algorytm Aho-Corasick
Algorytm Aho-Corasick jest jednym z algorytmów wyszukiwania wzorca w tekście opracowanym przez Alfreda V. Aho oraz Margaret J. Corasick. Znajduje on w tekście wystąpienia słów ze słownika (pewnego zadanego zbioru wzorców). Wszystkie wzorce są szukane jednocześnie, co powoduje, że złożoność obliczeniowa algorytmu jest liniowa względem sumy długości wzorców, długości tekstu i liczby wystąpień wzorców w tekście. W tekście może jednak występować nawet kwadratowa od długości tekstu liczba wystąpień wzorców (np. gdy słownikiem jest a, aa, aaa, aaaa, zaś tekstem jest aaaa).
Ideą algorytmu jest stworzenie Drzewa trie o sufiksowych połączeniach pomiędzy wierzchołkami reprezentującymi różne słowa (niekoniecznie znajdujące się w słowniku). Inaczej mówiąc tworzone jest drzewo o etykietowanych krawędziach w którym każdy wierzchołek reprezentuje pewne słowo, składające się ze złączonych etykiet krawędzi znajdujących się na ścieżce od korzenia do tego węzła. Dodatkowo dołączane są krawędzie od wierzchołka do innego wierzchołka reprezentującego jego najdłuższy sufiks (tzw. fail) W czasie wyszukiwania w tekście algorytm porusza się po tym drzewie zaczynając od korzenia i przechodząc do wierzchołka po krawędzi etykietowanej znakiem odczytanym z tekstu. W przypadku gdy takiej nie ma w drzewie, algorytm korzysta z krawędzi fail i tam próbuje przejść do wierzchołka po krawędzi etykietowanej odczytanym znakiem. W przypadku natrafienia na węzeł oznaczony jako koniec słowa, algorytm wypisuje je jako znalezione w tekście oraz sprawdza, czy czasem w tym miejscu nie kończy się więcej wzorców przechodząc krawędziami fail aż do korzenia, sprawdzając, czy nie przechodzi po wierzchołku będącym końcem wzorca.
Jednym z programów wykorzystujących ten algorytm jest polecenie systemu Unix – fgrep.
Przykładowy słownik oraz drzewo trie (szare węzły odpowiadają słowom niewystępującym w słowniku, niebieskie krawędzie wskazują najdłuższy sufiks słowa).

| Słownik { a, ab, bc, bca, c, caa } | Słownik { a, ab, bc, bca, c, caa } | Słownik { a, ab, bc, bca, c, caa } | Słownik { a, ab, bc, bca, c, caa } |
| Ścieżka                            | Czy węzeł jest w słowniku          | Najdłuższy sufiks będący w drzewie | Sufiks będący innym wzorcem        |
| ---------------------------------- | ---------------------------------- | ---------------------------------- | ---------------------------------- |
| ()                                 | –                                  |                                    |                                    |
| (a)                                | +                                  | ()                                 |                                    |
| (ab)                               | +                                  | (b)                                |                                    |
| (b)                                | –                                  | ()                                 |                                    |
| (bc)                               | +                                  | (c)                                | (c)                                |
| (bca)                              | +                                  | (ca)                               | (a)                                |
| (c)                                | +                                  | ()                                 |                                    |
| (ca)                               | –                                  | (a)                                | (a)                                |
| (caa)                              | +                                  | (a)                                | (a)                                |

Opis wyszukiwania wzorców w tekście abccab

| Wyszukiwanie wzorców w tekście abccab | Wyszukiwanie wzorców w tekście abccab | Wyszukiwanie wzorców w tekście abccab | Wyszukiwanie wzorców w tekście abccab            | Wyszukiwanie wzorców w tekście abccab     |
| Węzeł                                 | Tekst do przeglądnięcia               | Wyjście programu:Pozycja w słowie     | Przejście                                        | Wyjście programu                          |
| ------------------------------------- | ------------------------------------- | ------------------------------------- | ------------------------------------------------ | ----------------------------------------- |
| ()                                    | abccab                                |                                       | rozpoczęcie w korzeniu                           |                                           |
| (a)                                   | bccab                                 | a:1                                   | () do potomka (a)                                | Obecny węzeł                              |
| (ab)                                  | ccab                                  | ab:2                                  | (a) do potomka (ab)                              | Obecny węzeł                              |
| (bc)                                  | cab                                   | bc:3, c:3                             | (ab) do sufiksu (b) do potomka (bc)              | Obecny węzeł, Węzeł sufiksowy ze słownika |
| (c)                                   | ab                                    | c:4                                   | (bc) do sufiksu (c) do sufiksu () do potomka (c) | Obecny węzeł                              |
| (ca)                                  | b                                     | a:5                                   | (c) do potomka (ca)                              | Węzeł sufiksowy ze słownika               |
| (ab)                                  |                                       | ab:6                                  | (ca) do sufiksu (a) do potomka (ab)              | Obecny węzeł                              |

## Algorytm tworzenia automatu
Dane są trzy funkcje:
- NEXT(węzeł, litera) – funkcja przejścia definiująca, z którym węzłem jest połączony przez krawędź etykietowaną literą, np. NEXT("bc", 'a') ⇒ "bca", natomiast NEXT("ca", 'b') ⇒ NIL.
- FAIL(węzeł) – funkcja określająca węzeł połączony przez krawędź fail.
- OUTPUT(węzeł) – zbiór napisów powiązanych z węzłem.

Algorytm składa się z dwóch głównych kroków:
1. utworzenia drzewa trie, dla wszystkich napisów na tym etapie ustalane są wartości funkcji NEXT oraz OUTPUT;
2. uzupełnienie krawędzi fail (czyli określenie funkcji FAIL).

### Uzupełnianie krawędzi fail
Drzewo trie przeglądane jest poziomami (wszerz) – mając zdefiniowane FAIL dla wszystkich węzłów na poziomie P-1 i wcześniejszych, można znaleźć wartości FAIL oraz OUTPUT dla węzłów z poziomu P.
W pierwszym kroku uzupełnia się FAIL dla węzłów z poziomu pierwszego (czyli następników korzenia), po czym przeglądane są kolejne poziomy.
```
procedure
 
Aho
-
Corasick
-
tworzenie
-
fail
(
trie
)

   
kolejka
 
:=
 
pusta
 
kolejka

   
korze
ń
  
:=
 
korze
ń
 
drzewa
 
trie

   
{ etap 1 }

   
for
 
litera
 
in
 
alfabet
 
do

      
w
ę
ze
ł
 
=
 
NEXT
(
korze
ń
,
 
litera
)

      
if
 
w
ę
ze
ł
 
<>
 
nil
 
then

         
{ powiąż krawędzią fail }

         
FAIL
(
w
ę
ze
ł
)
 
=
 
korze
ń

         
dodaj
 
w
ę
ze
ł
 
do
 
kolejki

      
else

         
{ określenie funkcji NEXT korzenia dla każdej litery }

         
NEXT
(
korze
ń
,
 
litera
)
 
=
 
korze
ń

      
end

   
end

   
{ etap 2 }

   
while
 
kolejka
 
nie
 
pusta
 
do

      
w
ę
ze
ł
 
=
 
we
ź
 
z
 
kolejki

      
for
 
litera
 
in
 
alfabet
 
do

         
nast
ę
pnik
 
=
 
NEXT
(
w
ę
ze
ł
,
 
litera
)

         
if
 
nast
ę
pnik
 
<>
 
nil
 
then

            
dodaj
 
nast
ę
pnik
 
do
 
kolejki

            
x
 
:=
 
FAIL
(
w
ę
ze
ł
)

            
while
 
NEXT
(
x
,
 
litera
)
 
=
 
nil
 
do

               
x
 
:=
 
FAIL
(
x
)

            
end

            
FAIL
(
nast
ę
pnik
)
 
:=
 
NEXT
(
x
,
 
litera
)

            
OUTPUT
(
nast
ę
pnik
)
 
:=
 
OUTPUT
(
nast
ę
pnik
)
 
+
 
OUTPUT
(
NEXT
(
x
,
 
litera
))

         
end

      
end

   
end

```

## Algorytm wyszukiwania
```
procedure
 
Aho
-
Corasick
-
wyszukiwanie
(
napis
,
 
trie
)

   
begin

      
w
ę
ze
ł
 
=
 
korze
ń
 
drzewa
 
trie

      
for
 
i
 
:=
 
1
 
to
 
d
ł
ugo
ść
 
napisu
 
do

         
litera
 
:=
 
napis
[
i
]

         
while
 
NEXT
(
w
ę
ze
ł
,
 
litera
)
 
=
 
nil
 
do

            
w
ę
ze
ł
 
:=
 
FAIL
(
w
ę
ze
ł
)

         
end

         
w
ę
ze
ł
 
:=
 
NEXT
(
w
ę
ze
ł
,
 
litera
)

         
if
 
OUTPUT
(
w
ę
ze
ł
)
 
<>
 
nil
 
then

            
wypisz
 
pozycj
ę
 
i

            
wypisz
 
wszystkie
 
warto
ś
ci
 
ze
 
zbioru
 
OUTPUT
(
w
ę
ze
ł
)

         
end

      
end

   
end

```

## Determinizacja automatu
Przy przetwarzaniu jednego znaku może być odwiedzone więcej niż jeden węzeł, tj. najpierw pewna liczba przejść przez krawędzie fail, a następnie przez jedną krawędź etykietowaną literą. Automat można jednak zdeterminizować, tj. zrezygnować z krawędzi fail i określić dla każdego węzła następnik, dzięki czemu dla jednej litery automat zmieni stan dokładnie raz. Wiąże się to jednak ze znacznym wzrostem wymagań pamięciowych.
Dla odróżnienia nowa funkcja przejść nazwana została DETNEXT.
```
procedure
 
Aho
-
Corasick
-
determinizacja
(
trie
)

   
begin

      
kolejka
 
:=
 
pusta
 
kolejka

      
w
ę
ze
ł
 
:=
 
korze
ń
 
drzewa
 
trie

      
for
 
litera
 
in
 
alfabet
 
do

         
w
ę
ze
ł
 
:=
 
NEXT
(
korze
ń
,
 
litera
)

         
if
 
w
ę
ze
ł
 
<>
 
korze
ń
 
then

            
dodaj
 
w
ę
ze
ł
 
do
 
kolejki

         
end

         
DETNEXT
(
korze
ń
,
 
litera
)
 
:=
 
w
ę
ze
ł

      
end

      
while
 
kolejka
 
nie
 
pusta
 
do

         
w
ę
ze
ł
 
:=
 
we
ź
 
z
 
kolejki

         
{ wykonanie fragmentu procedury Aho-Corasick-wyszukiwanie }

         
for
 
litera
 
in
 
alfabet
:

            
{ dla liter alfabetu, dla których NEXT jest nieokreślony (NIL) }

            
if
 
NEXT
(
w
ę
ze
ł
,
 
litera
)
 
=
 
nil
 
then

               
DETNEXT
(
w
ę
ze
ł
,
 
litera
)
 
:=
 
DETNEXT
(
FAIL
(
w
ę
ze
ł
)
,
 
litera
)

            
{ lub skopiowanie istniejącego przejścia }

            
else

               
x
 
=
 
NEXT
(
w
ę
ze
ł
,
 
litera
)

               
DETNEXT
(
w
ę
ze
ł
,
 
litera
)
 
=
 
x

               
dodaj
 
x
 
do
 
kolejki

            
end

         
end

      
end

   
end

```

Wówczas algorytm wyszukiwania upraszcza się do:
```
procedure
 
Aho
-
Corasick
-
wyszukaj
-
w
-
deterministycznym
(
napis
,
 
trie
)

   
begin

      
w
ę
ze
ł
 
=
 
korze
ń
 
drzewa
 
trie

      
for
 
i
 
:=
 
1
 
to
 
d
ł
ugo
ść
 
napisu
 
do

         
litera
 
:=
 
napis
[
i
]

         
w
ę
ze
ł
  
:=
 
DETNEXT
(
w
ę
ze
ł
,
 
litera
)

         
if
 
OUTPUT
(
w
ę
ze
ł
)
 
<>
 
nil
 
then

            
wypisz
 
pozycj
ę
 
i

            
wypisz
 
wszystkie
 
warto
ś
ci
 
ze
 
zbioru
 
OUTPUT
(
w
ę
ze
ł
)

         
end

      
end

   
end

```